# وسط غيماراييس التاريخي
وسط غيماراييس التاريخي أوغيماريش أو غيمارايش هو مساحة حضرية لمدينة غيماريش في شمال البرتغال، في منطقة براغا، يبلغ عدد سكان المدينة 152.309 نسمة، تعود المدينة إلى العصور الوسطى وتغطي مساحة 16 هكتارًا وتحتفظ بالعديد من المباني من القرن الخامس عشر (العصور الوسطى) حتى القرن التاسع عشرمع مواصلة استعمالها مواد البناء والتقنيات التقليدية. أُعلِن كموقع تراث عالمي لليونسكو منذ عام 2001.
ارتبط غيمارايش ارتباطًا وثيقًا بتشكيل الهوية الوطنية واللغة البرتغالية في القرن الثاني عشر. إنها المدينة الأصلية لأفونسو هنريك، أول ملك للبرتغال، الذي أعلن في عام 1139 استقلال البلاد.
جوهر المدينة القديم عبارة عن ممرات ضيقة منحدرة على جانبي كل ممر مباني جرانيتية، تقع هذه الممرات المنحدرة على منحدرات قاسية تنتهي إلى الساحات الكبرى مع الأديرة والكنائس والقصور المهيبة مثل تورال وموتا بريغو.
يشتمل منظر المدينة هذا على شرفات حديدية وأروقة وممرات يمكن ملاحظتها أثناء التنقل على حجارة رصفت بسلاسة منذ مئات السنين، أُختيرت غيماريش، إلى جانب ماريبور، سلوفينيا، عاصمة للثقافة الأوروبية في عام .

## قلعة غيماريش
في القرن العاشر، كان على هذه المنطقة مواجهة تهديدين رئيسيين؛ أولهم هو تهديد الفايكنج الذين كانوا يهاجمون من المحيط الأطلسي، والثاني من المغاربة الذين هاجموا من شبه الجزيرة الأيبيرية. لذلك بُنيت قلعة على مرتفع، شمال المكان الذي توجد فيه المدينة حاليًا، وفي القرن الثاني عشر أصبحت مقرًا ومكانًا لملك البرتغال الأول، أفونسو هنريكس. القلعة عبارة عن حصن عسكري أسس بشكل أساسي في أواخر فترة الرومانسيك، وطُور خلال الحقبة القوطية المبكرة للعمارة البرتغالية. تحد القلعة جدران تشكل نجمة خماسية تشبه الدرع الذي يضم ثمانية أبراج مستطيلة ومربع عسكري وحراسة مركزية.[بحاجة لمصدر]

## معرض

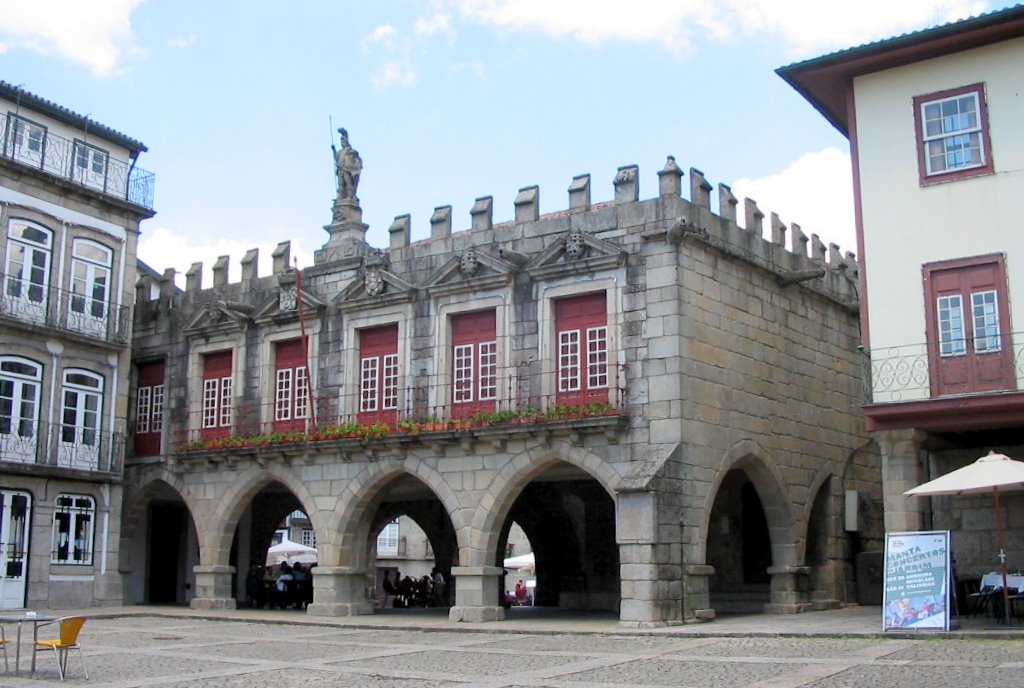
مجلس القصر القديم، ساحة أوليفيرا ، المركز التاريخي لجيماريش
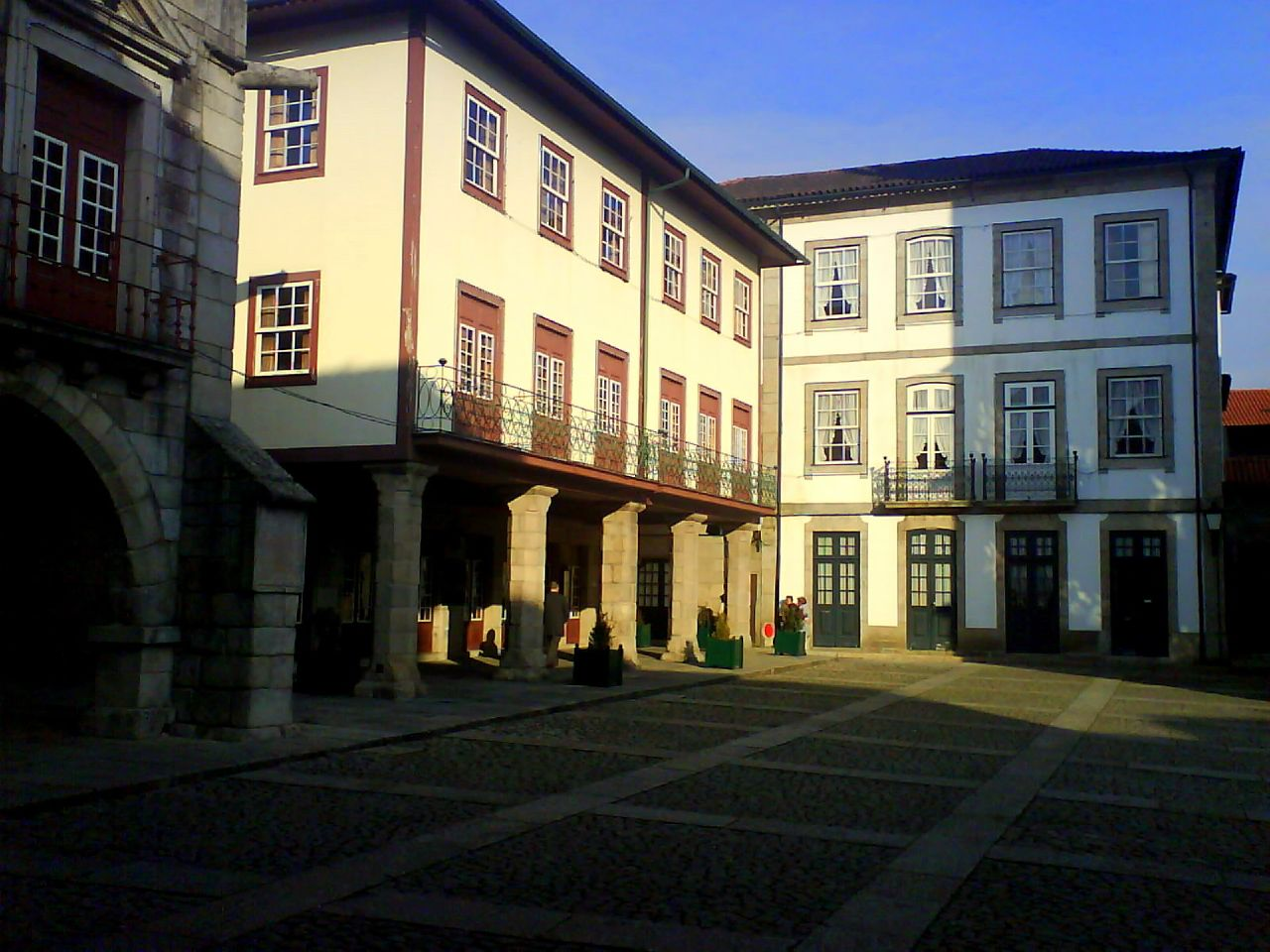
قاعة المدينة القديمة ومباني أخرى في ميدان أوليفيرا
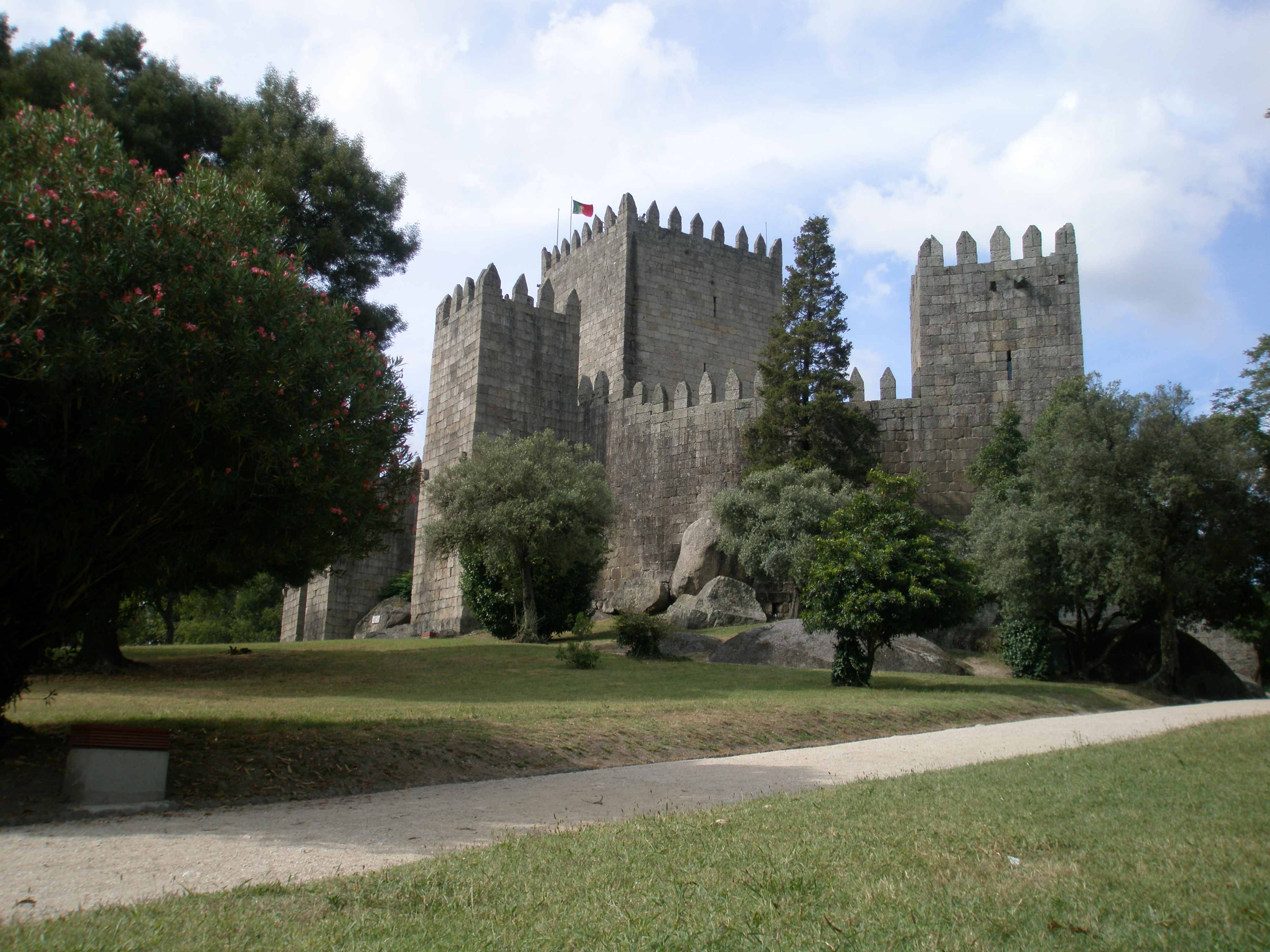
قلعة غيماريش.
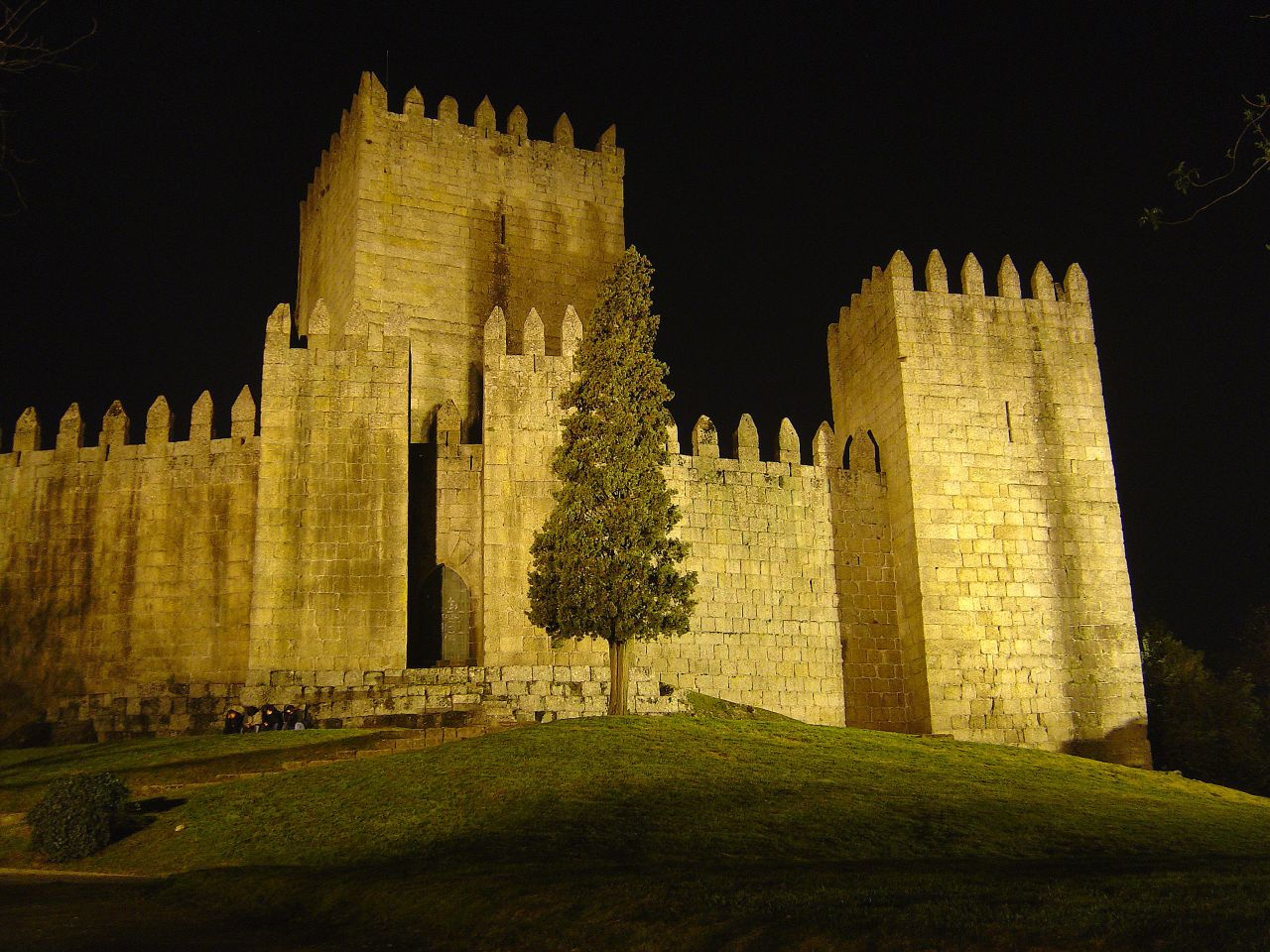
منظر ليلي لقلعة غيماريش
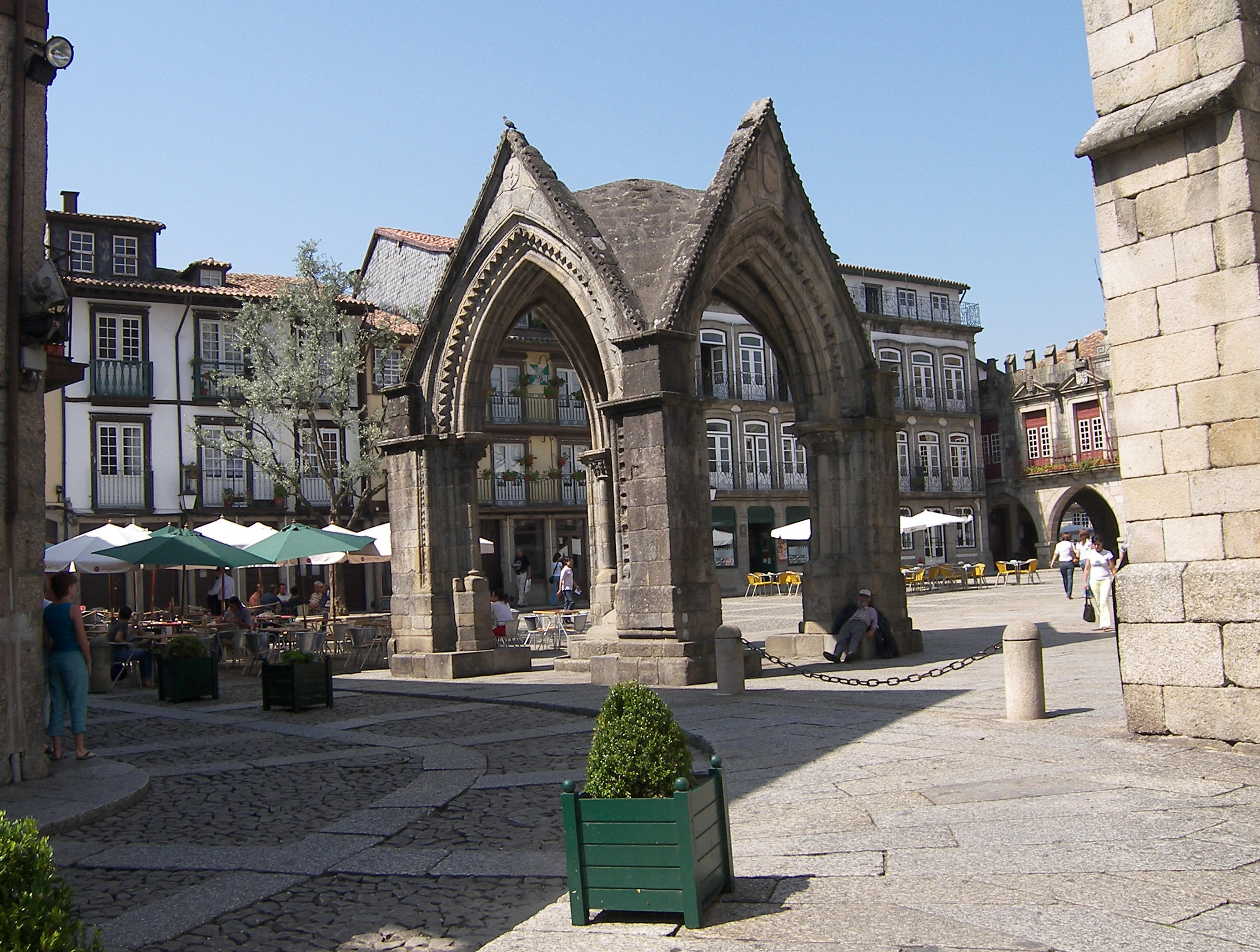
أوليفيرا بلازا وقوس القرن الرابع عشر.
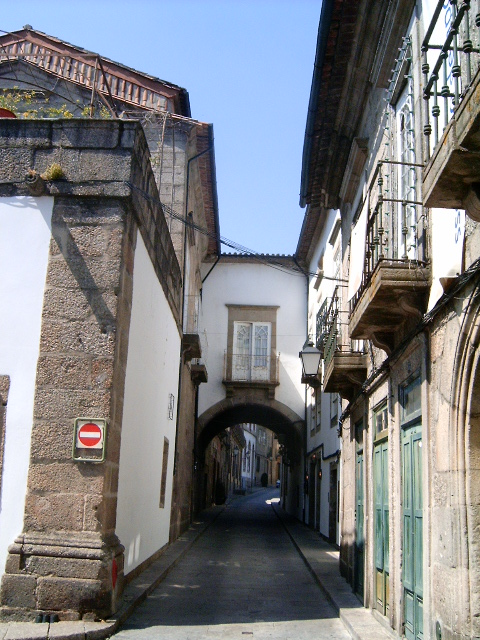
روا سانتا ماريا.